# سالاد راهب
راهب یک سالاد لبنانی با بادمجان و گوجه فرنگی است که اغلب به عنوان بخشی از مزه‌های انتخابی سرو می‌شود. معنی این غذا در عربی به معنای «راهب» است.

## اطلاعات تغذیه ای
یک دستور غذای معمولی راهب در هر وعده دارای ارزش غذایی زیر است:
- کالری: ۲۹۲
- چربی کل (گرم): ۲۷
- چربی اشباع شده (گرم): ۴
- کلسترول (میلی‌گرم): ۰
- کربوهیدرات (گرم): ۱۳
- پروتئین (گرم): ۲